# Franz Theremin

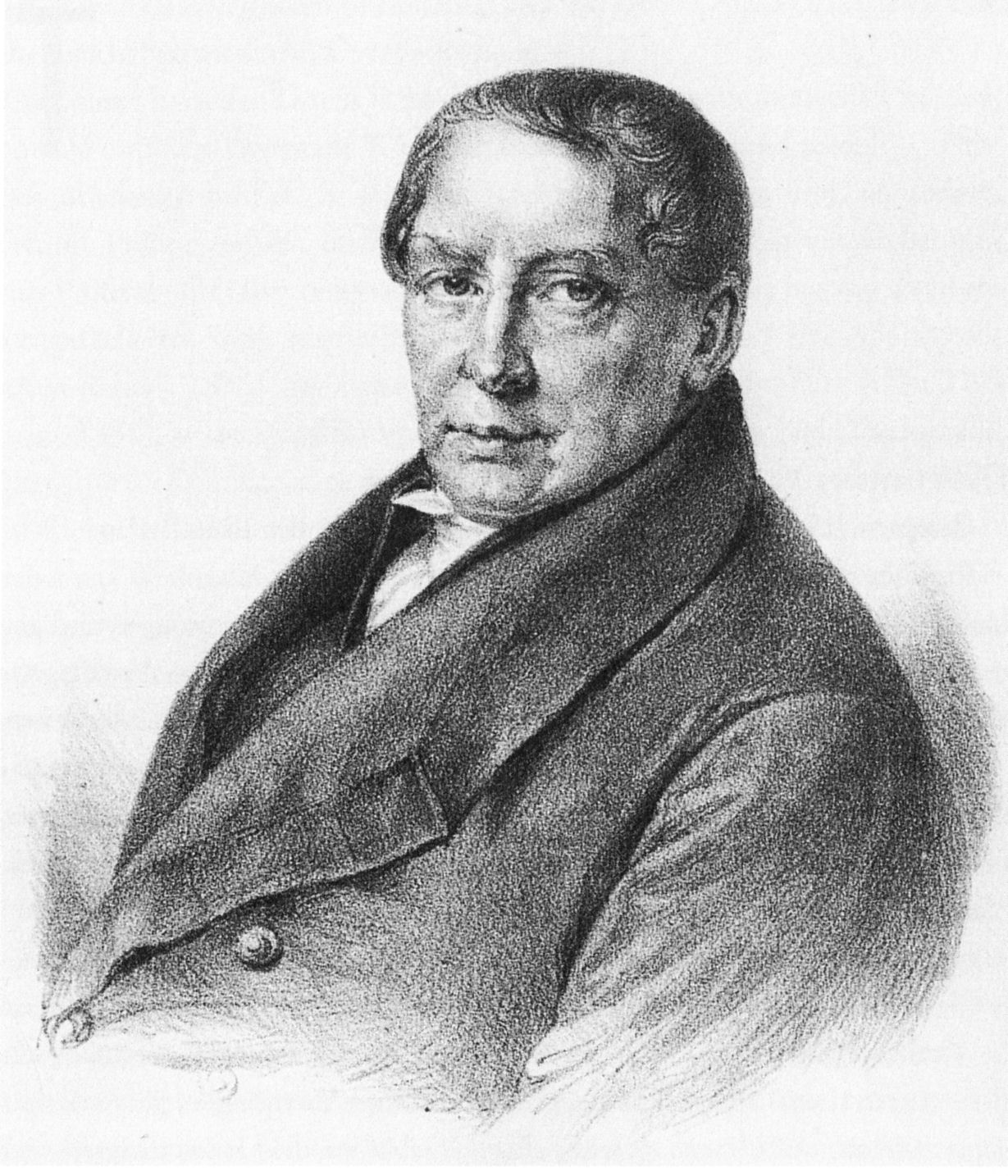
Franz Theremin.

Ludwig Friedrich Franz Theremin, född den 19 mars 1780 i Gramzow i Uckermark, Preussen, död den 26 september 1846, var en luthersk teolog och predikant.
Theremin blev, efter studier i Halle och Genève, 1810 pastor i den franska församlingen i Berlin, 1814 hov- och domkyrkopredikant och 1824 överkonsistorialråd och föredragande råd i kultusministeriet, 1834 verkligt överkonsistorialråd och innehade sedan 1839 tillika en professur vid Berlins universitet. . 
Utöver Predigten (Berlin 1829-41, 9 band; i urval, Gotha 1889) och uppbyggelseskrifter, som Abendstunden (6:e upplagan, Frankfurt 1869), som utmärker sig särskilt genom sin klassiska form, publicerade han: "Die Beredsamkeit, eine Tugend" (Berlin 1814; ny utgåva, Gotha 1889) och "Demosthenes und Massillon, ein Beitrag zur Geschichte der Beredsamkeit" (Berlin 1845).